# Алешинка (Дубровський район)
Алешинка (рос. Алешинка) — присілок в Дубровському районі Брянської області Російської Федерації.
Населення становить 165 осіб. Входить до складу муніципального утворення Сергіївське сільське поселення.

## Історія
Від 2005 року входить до складу муніципального утворення Сергіївське сільське поселення.

## Населення
| 2010 | 2013 |
| ---- | ---- |
| 174  | ↘165 |